# Светлое Утро
Светлое Утро — посёлок в Урицком районе Орловской области России.
Входит в состав Архангельского сельского поселения.

## География
Расположен южнее деревни Теляково на правом берегу реки Лубна рядом с автомобильной дорогой Р120 (Орёл — Брянск — Смоленск — граница с Республикой Беларусь), до 31 декабря 2017 года называлась А-141.
Через Светлое Утро проходит просёлочная дорога, образующая в посёлке одну улицу — Гагарина.

## Население
| 2010 |
| ---- |
| 6    |